# Franjo II., car Svetog Rimskog Carstva
Franjo II. – rođen kao Franz Joseph Karl, pohrvaćeno: Franjo Josip Karlo (Firenca, 12. veljače 1768. – Beč, 2. ožujka 1835.) – bio je posljednji car Svetog Rimskog Carstva do 1806. godine kada je ukinuto nakon Napoleonove invazije. Ujedno je bio i ugarski, hrvatski i češki kralj te austrijski nadvojvoda (1792. – 1835.). Godine 1804. okrunio se za prvoga austrijskog cara pod imenom Franjo I.

## Životopis
Franjo II. bio je prvi i najstariji sin cara Leopolda II. i carice Marije Lujze. Kada je njegov otac 1. ožujka 1792. naglo preminuo pod sumnjivim okolnostima (postojale su sumnje da je otrovan), Franjo II. postaje carem, ali je još uvijek nepripremljen za tu dužnost. Za razliku od oca, kojega su kritizirali zbog liberalnih nazora jer se nije opirao Francuskoj revoluciji, Franjo II. pokazao se kao tipični reakcionar. Njegovu su vladavinu obilježili opetovani vojni sukobi s Francuskom na međunarodnom polju, a apsolutizam i centralizam na utunarnjepolitičkom planu. Slijedom vojnih poraza u sukobima s Francuskom prekinuto je dugotrajno gospodstvo kuće Habsburg nad Svetim Rimskim Carstvom od čijeg je manjeg dijela nastala nova carevina – Austrija, kojoj je Franjo postao prvi car.
Za razliku od oca, koji je izbjegavao uplitanje u Francusku revoluciju, Franjo II. je kao svoj prvi carski čin imao ulazak u Francuske revolucionarne ratove želeći zaustaviti liberalizaciju tadašnje Republike i vratiti monarhiju, no tu je doživio poraz koji će ga na koncu koštati velikog dijela teritorija izgubljenog za vrijeme Napoleonskih ratova. Izgubivši rat s Napoleonovim snagama (Napoleon tada još nije bio car) u Sjevernoj Italiji, sklopio je 18. travnja 1797. provizorni Mir u Leobenu jer su francuske snage prodrle čak do tog gradića u Štajerskoj. Francuzi su u sklopu tog mira uzeli čitavu Sjevernu Italiju (do tada je Lombardija bila pod izravnom vlašću Beča, a preostale talijanske državice su bile pod njenom zaštitom), te glavninu teritorija Mletačke Republike; također su uspostavili kontrolu nad Nizozemskom. Austrijanci su za takve koncesije ishodili mogućnost da uspostave kontrulu nad mletačkim posjedima u Istri i Dalmaciji. Mirom u Campo Formiju od 17. listopada 1797. takva je preraspodjela teritorija postala trajnom. Taj je mirovni sporazum označio kraj Mletačke Republike. Franjo II. i njegovi dvorjani su sa zluradošću sudjelovali u diobi mletačkog teritorija jer su svoj poraz u Italiji pripisivali odluci Mletačke Republike da ostane neutralnom u ratu s Francuskom (a Francuzi tom neutralnošću nisu bili impresionirani, nego su »usput« zauzeli Veneciju i njene teritorije koji su se protezali skoro do Milana).
Kasnije pak, kada se Napoleon već okrunio za cara (2. prosinca 1804.), Franjo II. se pridružio protivnicima novoosnovanog Francuskog Carstva i ubrzo krenuo u borbu protiv Napoleona. Prvi veći poraz doživio je već 1805. godine kod Austerlitza, što je ujedno označilo nastavak Napoleonovih kontinentalnih prodora. Iako je austrijska vojska sudjelovala u svim koalicijskim bitkama u ovoj ili onoj mjeri, sljedeći veliki poraz Franjo II. doživio je kod Wagrama 1809. godine. Nakon tog je poraza car morao potpisati Schönbrunnski mir kojim je Napoleonu ustupio područje južne Hrvatske, Like i Gorskog kotara, pa sve do Zagreba. Na tom će području Napoleon proglasiti Ilirske pokrajine sa središtem u Ljubljani, koje će biti pokrajina Francuskog Carstva sve do 1813. godine. Povodom tog mirovnog sporazuma, Napoleon je zaprosio ruku Franjine kćeri Marije Lujze. Tim su vjenčanjem (barem prividno) učvršćene veze između Francuske i Austrije, dviju protivničkih sila. U međuvremenu, Franjo II. je 1804. godine proglasio Austrijsko Carstvo i sebe okrnuo za prvog cara pod titulom Franjo I. Bio je to uvod u kraj Svetoga Rimskog Carstva: Napoleon će već 1806. i formalno ukinuti tu državu i uspostaviti, na području iste (između Nizozemske, Austrije i Pruske), sebi podložnu Rajnsku konfederaciju.
Na polju unutarnje politike, Franjo II. za ministra vanjskih poslova postavlja Klemensa Metternicha, koji će do svog svrgavanja 1848., izgraditi strogi apsolutistički sustav koji se oslanjao na centralizaciji vlasti i gušenju bilo kakvih liberalnih ideja, a znan je kao Metternichov apsolutizam. U svemu tome, Metternich će imati carevu potporu.
Daljnja uloga Austrije u Napoleonskim ratovima poprilično slabi te ona u sukobima s Napoleonom sudjeluje isključivo slanjem vojnih kontingeneta na raznorazna bojišta kojima su uglavnom zapovijedali pruski ili britanski zapovjednici. Nakon Napoleonovog poraza u »Bitki naroda« kod Leipziga (1813.) i ukidanja Ilirskih pokrajina, Franjo II. dobiva cijeli teritorij istih zajedno s Dubrovačkom Republikom, koju je 1808. ukinuo maršal Marmont. Njegove trupe sudjelovale su i u konačnom Napoleonovom porazu u Bitki kod Waterlooa (18. lipnja 1815.).
Nakon pobjede kod Leipziga i prvog Napoleonovog izgnanstva na Elbu, Austrija je inicirala Bečki kongres kojemu je od 1814. do 1815. domaćin bio upravo car Franjo II. Na kongresu se, misleći kako je Napoleonova era gotova, raspravljalo o novoj podjeli Europe i određivanju granica. Glavnu riječ na kongresu imao je Franjin ministar vanjskih poslova Klemens Metternich koji je uspio izboriti iznimno povoljne uvjete za svoju zemlju koji su bili primijenjeni u rezoluciji donesenoj 9. lipnja 1815. Pitanje Francuske riješeno je restauracijom Burbonaca i omogućavanjem dolaska na vlast Luju XVIII. Ovaj je kongres u potpunosti etablirao Metternicha i otvorio mu put za provođenje apsolutizma.
Nakon Napoleonovog konačnog pada i izgnanstva na daleku Svetu Helenu, Franjo je pristupio novim pregovorima zajedno s pruskim kraljem Fridrikom Vilimom III. i ruskim carem Aleksandrom I. koji su, nakon potpisivanja sporazuma u Parizu, 1815. rezultirali formiranjem Svete alijanse, organizacije koja je kao formalni cilj imala zaštitu suvereniteta i poretka (koji je zapravo bio Ancien régime) svake države, dok je zapravo omogućavala europskim velesilama slobodnu intervenciju prilikom unutardržavnih sukoba i gušenje bilo kakvih liberalnih (i nacionalnih) ideja i ustanaka.
Posljednjih dvadeset godina vladavine cara Franje II. obilježilo je uglavnom nemilosrdno provođenje apsolutizma, gušenje nacionalnih pokreta u slavenskim zemljama (uključujući i Hrvatski narodni preporod, koji nije toliko gušen, ali su zahtjevi upućivani Beču, kao naprimjer Disertacija grofa Janka Draškovića, bili ili odbijeni ili ignorirani) i slaba aktivnost na vanjskopolitičkom planu.
Franjo II. umro je 2. ožujka 1835., 43 godine i 1 dan nakon smrti svoga oca, a njegova smrt donijela je brojne sukobe oko njegovog nasljednika. Franjo je imao četiri sina, a najstariji od njih bio je Ferdinand I. No, kako je on bio malouman, što je bio rezultat bliske rodbinske povezanosti njegovih roditelja, vodile su se polemike treba li uopće voditi državu. Ferdinand I. (V.) na koncu je, unatoč brojnim nesuglasicama, postao očev nasljednik koji je Austrijsko Carstvo vodio sljedećih 13 godina.